# Cees den Daas
Cees den Daas (Baarn, 1935) is een Nederlands televisieproducent en bestuurder. Hij werkte voor de TROS en kortstondig voor EMI/Bovema.

## Biografie
Den Daas groeide op in het gezin van AVRO-programmaleider Jaap den Daas. Aan het begin van zijn loopbaan werkte Den Daas in het buitenland voor Radio Nederland Wereldomroep. In 1968 ging hij aan het werk als verslaggever actualiteit bij de TROS. Daarnaast produceerde hij vanaf 1969 amusementsprogramma's voor de TROS, zoals Heintje in Hamburg en Wilma zingt. Voor de TROS betekenden deze producties het begin van de programma's waar het populair mee is geworden, namelijk het Nederlands product.
In 1971 kreeg hij de productie in handen van een televisieprogramma met een top 5, een tip 5 en een gouwe ouwe. Het werd gepresenteerd door Chiel Montagne en trok onder de titel Op losse groeven miljoenen kijkers. Den Daas groeide ondertussen door tot hoofd amusement.
In oktober 1975 vertrok Den Daas naar de platenmaatschappij EMI/Bovema. Hier werd hij directeur voor Nederlandse platen en nam hij voor veel geld de Zangeres Zonder Naam over van Telstar van Johnny Hoes. Bovema bleek echter niet geschikt om haar ideeën en repertoire uit te brengen. Den Daas keerde rond 1978 terug naar de TROS. Hier was hij programmadirecteur voor radio en televisie. Hij had de algemene leiding van de TROS in handen tot en met 1994.